# Piazza Pretoria
La Piazza Pretoria, également connu comme la piazza Vergogna (la place de la honte), est à la limite du quartier de Kalsa, près de l'angle de Cassaro avec la Via Maqueda, à quelques mètres du Quattro Canti, le centre exact de la ville historique de Palerme.

## Histoire
En 1573, le Sénat de Palerme acheta une fontaine initialement destinée au palais de San Clemente (it) à Florence, avec l'intention de la positionner sur la place.
Pour faire la place à cette réalisation monumentale, conçue pour un lieu ouvert, plusieurs maisons ont été démolies et la fontaine a été réadaptée au site avec l'ajout de nouvelles pièces. En 1581 ont lieu les travaux d'hébergement de la fontaine sur la place.
La grande fontaine centrale est le point focal pour seize statues nues de nymphes, humains, sirènes et satyres. Depuis le XVIIIe siècle en 1860, la fontaine a été considérée comme la représentation des municipalités corrompues, et Palerme a surnommé la place « Place de la honte » (« Piazza della Vergogna ») du fait de la nudité des statues. Cela peut aussi refléter l'influence dominante de l'Inquisition des Espagnols à cette époque.

## Description
Au centre de la place se trouve la Fontana Pretoria (1554), par Francesco Camilliani, occupant une grande partie de l'extension qui caractérise fortement le plan prétorien. Trois des quatre côtés sont entourés par des bâtiments: le palazzo delle Aquile (siègede la municipalité) construit au XIVe siècle et rénové au XIXe siècle, l'église Sainte-Catherine (en) (fin du XVIe siècle), et deux palais baronniaux : le palazzo Bonocore et le palazzo Bordonaro. Le quatrième côté de la place avec un escalier descend vers la Via Maqueda (it).